# Teotihuacán de Arista
Teotihuacán de Arista är en stad i Mexiko, och administrativ huvudort i kommunen Teotihuacán i delstaten Mexiko. Teotihuacán ligger i den centrala delen av landet och tillhör Mexico Citys storstadsområde. Staden hade 23 325 invånare vid folkmätningen 2010 och är den största orten i kommunen. Teotihuacán de Arista är att betrakta som den moderna staden av det välkända arkeologiska platsen Teotihuacán som ligger precis öst om staden.

## Galleri

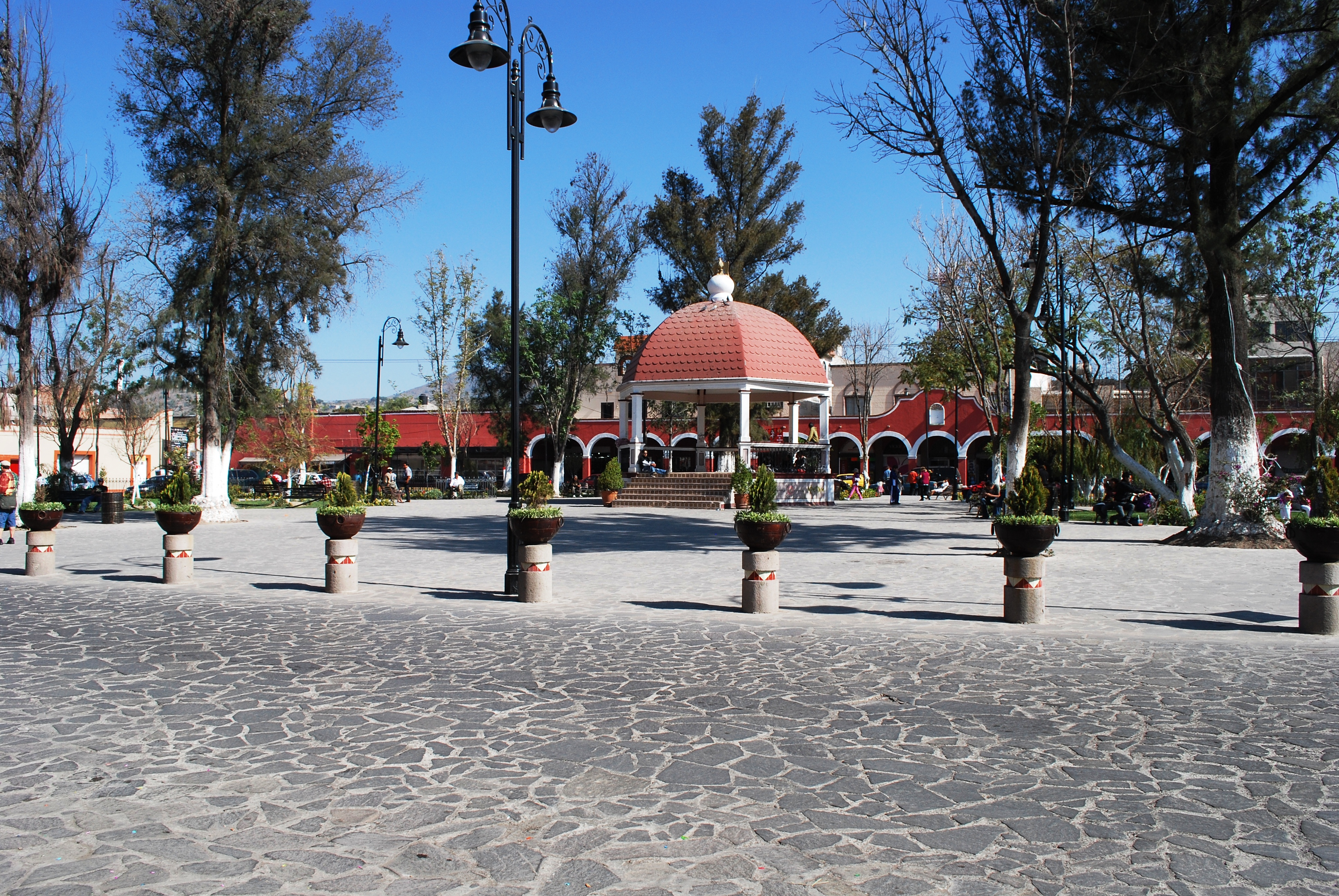
Huvudtorget i staden.
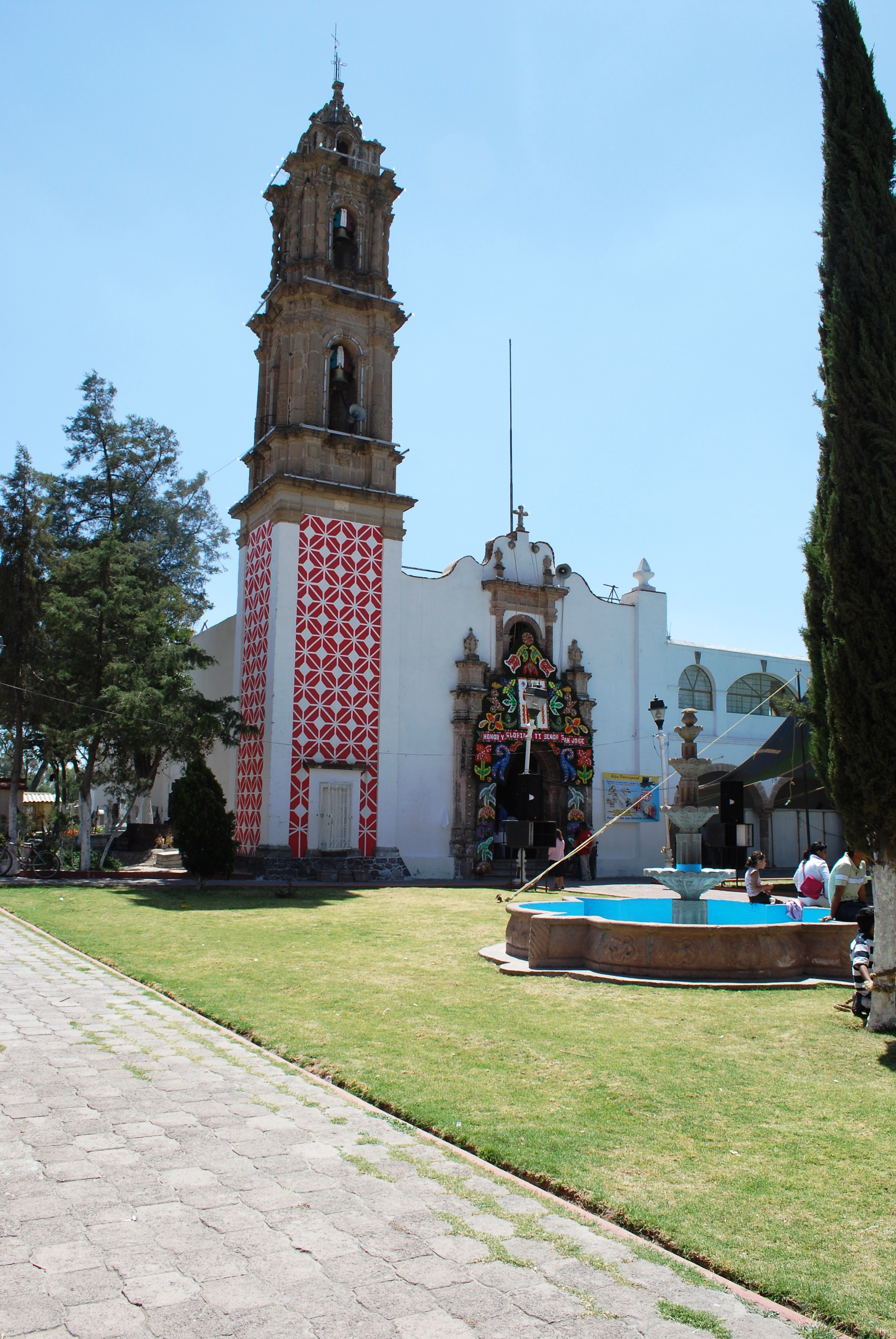
Kyrkan Nuestra Señora de la Purificación.
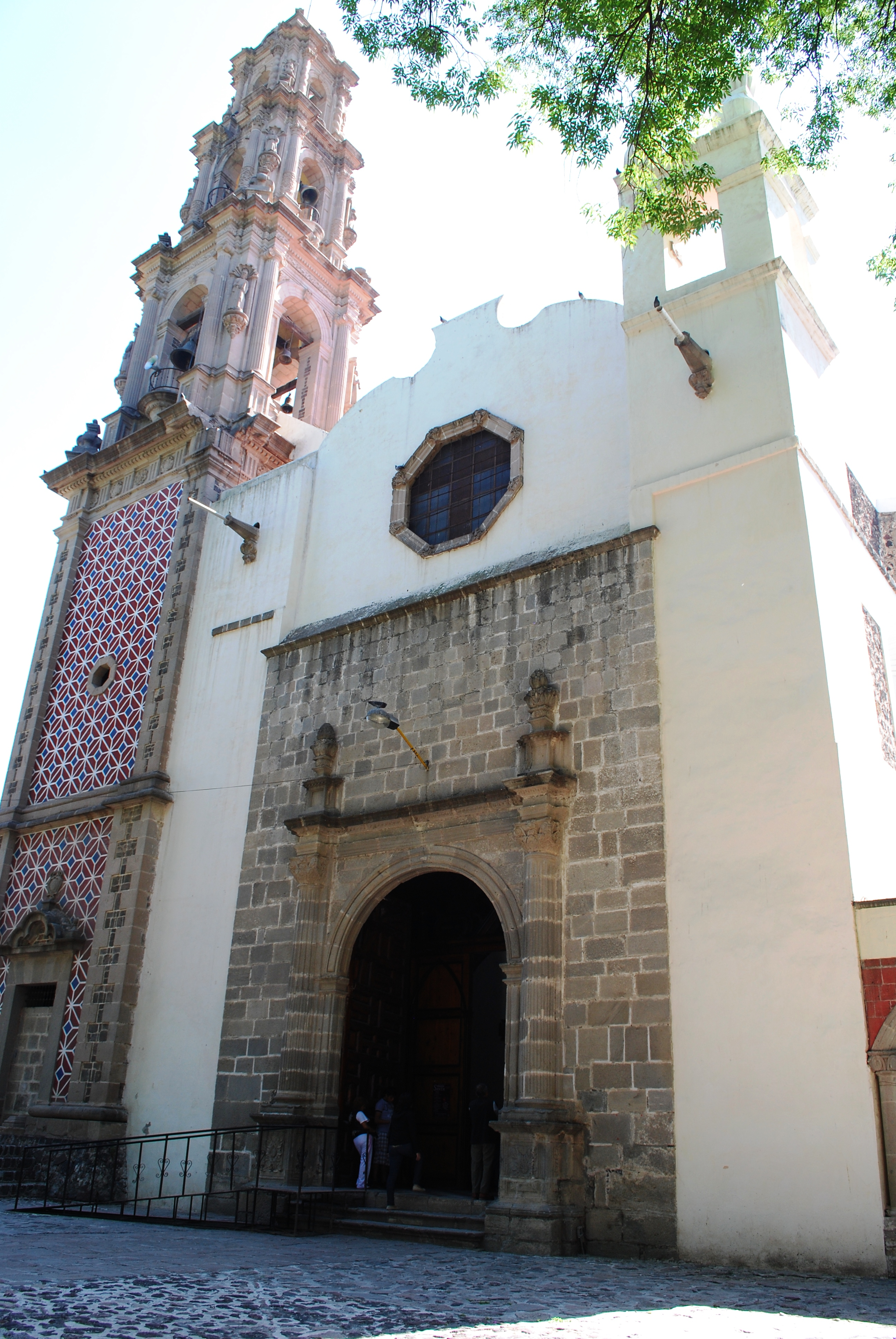
Kyrkan San Juan Evangelista.
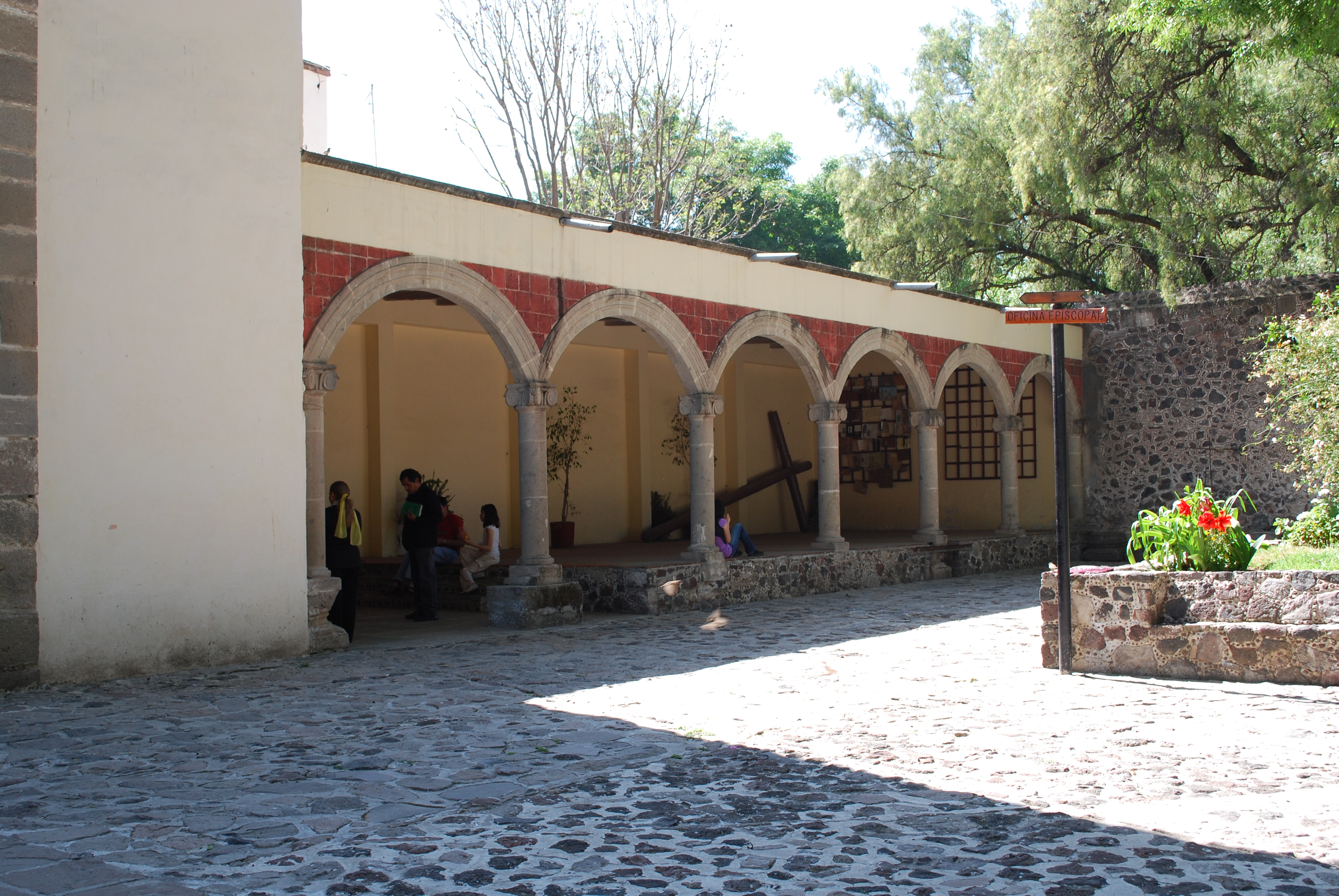
Öppet kapell, San Juan Evangelista.
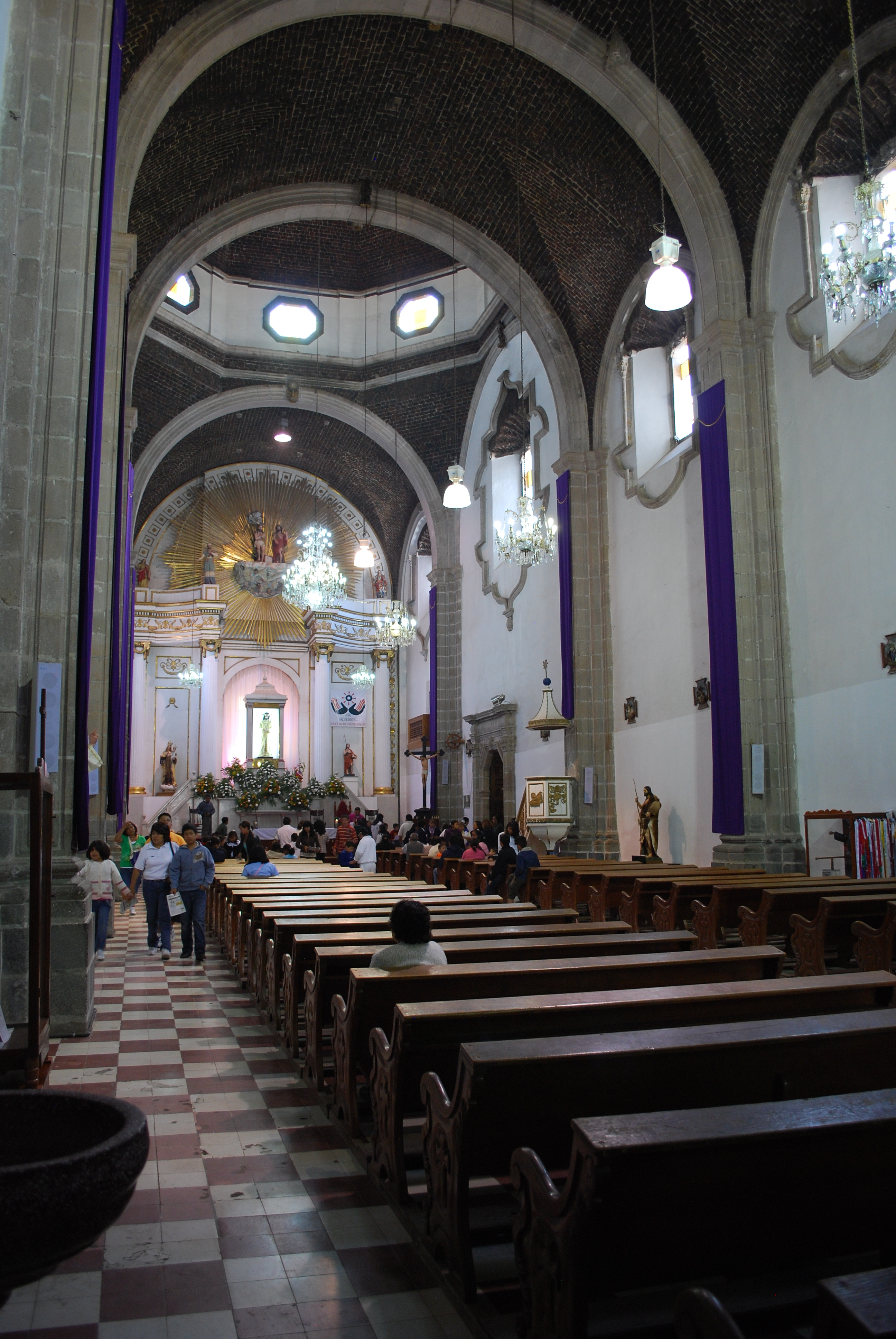
San Juan Evangelista, interiör.